# メトニタゼン
メトニタゼン（英：Metonitazene）は、エトニタゼンに関連する鎮痛薬であり、1957年に初めて報告され、中枢経由での投与ではモルヒネの約100倍の効力、経口投与ではモルヒネの約10倍の効力があることが示されている。
その作用は鎮痛、多幸感、眠気など、フェンタニルやヘロインなどの他のオピオイドと類似している。副作用には嘔吐、呼吸抑制などがあり、死に至る可能性がある。依存性が高く、危険な副作用があるため、薬物療法に導入されることはなかった。偽造オキシコドン錠剤の密造によく使用される。

## 法的位置付け
アメリカ合衆国では、メトニタゼンは規制物質法でスケジュールI薬物である。
メトニタゼンは向精神薬に関する条約では規制されていないが、多くの国では、消費目的での所持や販売意図は、いくつかの類似した法律で起訴される可能性がある。
イギリスではメトニタゼンは2024年3月20日にClass A drugとなった。